# Baoshan, Beilin
Baoshan (kinesiska: 宝山, 宝山镇) är en köping i Kina. Den ligger i provinsen Heilongjiang, i den nordöstra delen av landet, omkring 89 kilometer norr om provinshuvudstaden Harbin. Antalet invånare är 35 823. Befolkningen består av 17 736 kvinnor och 18 087 män. Barn under 15 år utgör 13,0 %, vuxna 15-64 år 80 %, och äldre över 65 år 6,0 %.
Runt Baoshan är det ganska tätbefolkat, med 248 invånare per kvadratkilometer. Närmaste större samhälle är Dayou, 13,8 km nordost om Baoshan. Trakten runt Baoshan består till största delen av jordbruksmark.
Genomsnittlig årsnederbörd är 768 millimeter. Den regnigaste månaden är juli, med i genomsnitt 204 mm nederbörd, och den torraste är januari, med 7 mm nederbörd.